# FCフレゼリシア
FCフレゼリシア（デンマーク語: FC Fredericia）は、デンマークの南部、南デンマーク地域の都市フレゼリシアを本拠地とするプロサッカークラブである。

## 歴史
1991年、フレゼリシアFFとフレゼリシアKFUMによって設立。2003年にフレゼリシアFFが撤退してからは、フレゼリシアKFUMのプロ部門となっている。

## 成績
- 1995-96 ファーストディビジョン 12位
- 1996-97 ファーストディビジョン 13位 降格
- 1997-98 セカンドディビジョン
- 1998-99 セカンドディビジョン
- 1999-00 ファーストディビジョン 15位 降格
- 2000-01 セカンドディビジョン
- 2001-02 ファーストディビジョン 11位
- 2002-03 ファーストディビジョン 3位
- 2003-04 ファーストディビジョン 10位
- 2004-05 ファーストディビジョン 9位
- 2005-06 ファーストディビジョン 7位
- 2006-07 ファーストディビジョン 4位
- 2007-08 ファーストディビジョン 5位
- 2008-09 ファーストディビジョン 7位
- 2009-10 ファーストディビジョン 3位
- 2010-11 ファーストディビジョン 6位
- 2011-12 ファーストディビジョン 7位
- 2012-13 ファーストディビジョン 5位

## 歴代監督
- Thomas Thomasberg 2010-
- Nicolai Wael 2013-

## 歴代所属選手
- ヤコブ・ラウルセン 2004-2005
- アンドレイ・シドレンコフ 2012
- ダヴィド・イェンセン 2012
- カスパー・ユンカー 2015